# Мері Еллен Кларк
Мері Еллен Кларк (англ. Mary Ellen Clark, 25 грудня 1962) — американська стрибунка у воду.
Призерка Олімпійських Ігор 1992, 1996 років.